# Tabanus marianii
Tabanus marianii är en tvåvingeart som först beskrevs av Leclercq 1956.  Tabanus marianii ingår i släktet Tabanus och familjen bromsar. Inga underarter finns listade i Catalogue of Life.